# Ctenosaura melanosterna
Ctenosaura melanosterna є видом ящірок родини ігуанових. Це ендемік Гондурасу як на материку, так і на двох островах Кайос-Кочінос біля його узбережжя Карибського моря. Його природне місце проживання — субтропічні чи тропічні сухі ліси. Ctenosaura melanosterna в основному перебуває під загрозою діяльності людини, оскільки люди виловлюють цих ігуан та їхні яйця для споживання.